# Диня
Диня (болг. Диня) — село в Болгарии. Находится в Старозагорской области, входит в общину Раднево. Население составляет 209 человек.
Диня находится в центральной части Верхнефракийской низменности. У восточной окраины села протекает река Сазлийка — приток Марицы. С юга от Дини расположен широколиственный лес. Близ села запружен небольшой пруд с высокой дамбой.

## Политическая ситуация
В местном кметстве Диня, в состав которого входит Диня, должность кмета (старосты) исполняет Енё Иванов Енев (Болгарская социалистическая партия (БСП)) по результатам выборов.
Кмет (мэр) общины Раднево — Нончо Драгиев Воденичаров (инициативный комитет) по результатам выборов.